# Associação Internacional de Transportes Aéreos
A Associação Internacional de Transporte Aéreo (acrônimo português: AITA) ou International Air Transport Association ou IATA, que é universalmente usada, é uma organização internacional de linhas aéreas, fundada em 1945, na cidade de Havana, em Cuba (América Latina). Atualmente tem sua sede em Montreal, Quebec no Canadá.